# General Dynamics EF-111 Raven
Il General Dynamics EF-111A Raven (corvo in inglese), era un velivolo supersonico bimotore da guerra elettronica con ali a geometria variabile, realizzato dall'azienda statunitense General Dynamics per rimpiazzare l'ormai obsoleto Douglas B-66 Destroyer fra le file dell'USAF. Derivato dall'aereo da attacco al suolo F-111 Aardvark venne soprannominato da piloti e manutentori "Spark-Vark".

## Sviluppo
Il compito di sviluppare il Raven da esemplari di Aardvark già in servizio, venne assegnato alla Grumman nel 1974.
Il primo esemplare, noto in seguito come "Electric Fox", compì il suo primo volo il 10 marzo 1977 con la consegna delle prime unità di serie ai reparti dell'USAF avvenuta nel 1981. Un totale di 42 velivoli furono convertiti nella versione EF-111 ad un costo complessivo di 1,5 miliardi di dollari; l'ultima unità fu consegnata nel 1985.

## Tecnica
L'avionica del Raven, nonostante abbia mantenuto i sistemi di navigazione dell'F-111, venne profondamente rivisitata per adattare il velivolo ai nuovi compiti di EW (Electronic Warfare) richiesti.
La suite di combattimento originaria prevedeva:
- AN/APQ-160 TFR (Terrain Following Radar)
- Raytheon AN/ALQ-99E TJS (Tactical Jamming System)

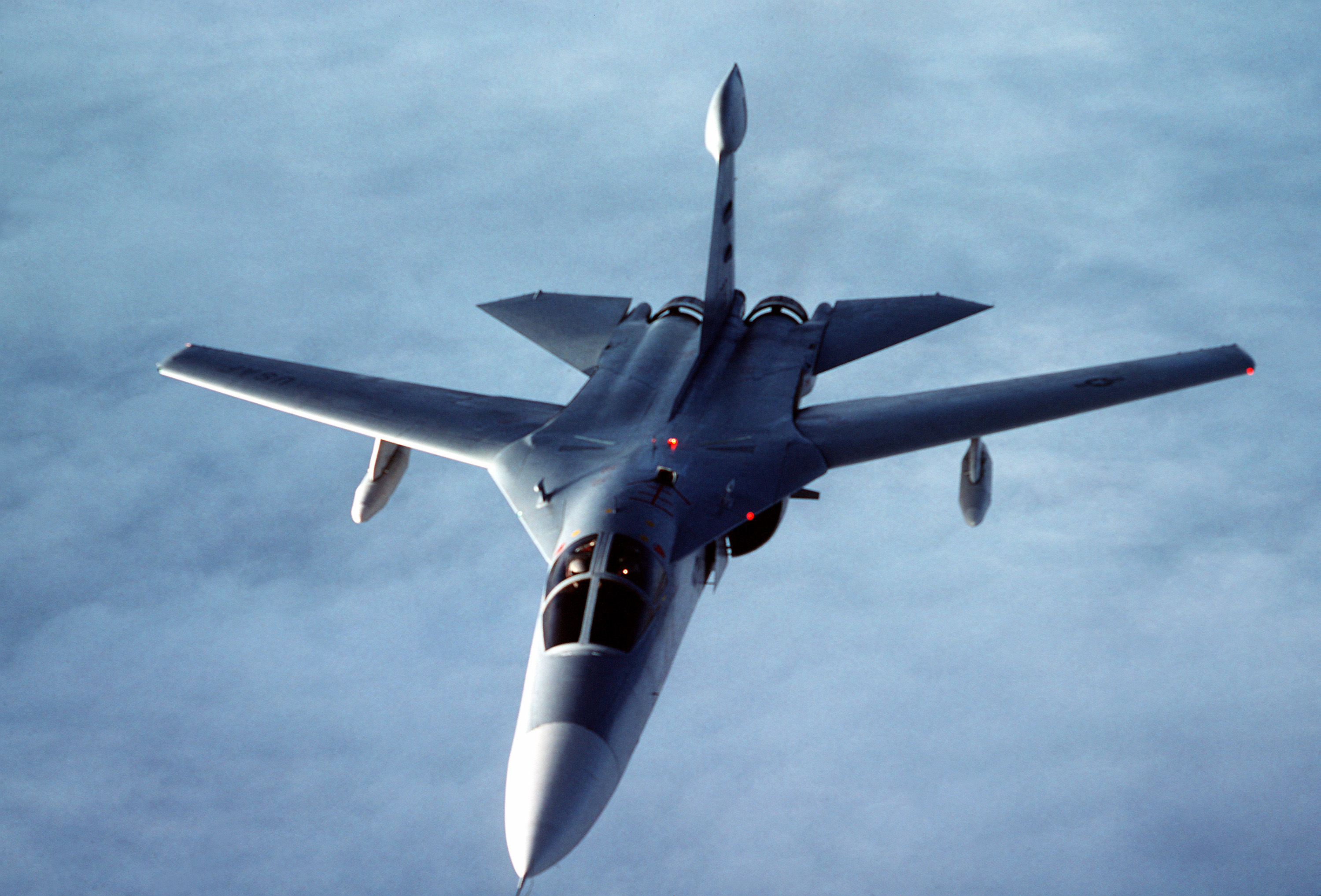
Vista frontale di uno Spark-Vark. Il radome sul timone di coda accoglie i ricevitori dei jammer

La componente elettronica principale, pesante all'incirca 2 723 kg, venne posizionata nella stiva interna mentre i trasmettitori furono applicati lungo tutta la linea ventrale; l'insieme dei ricevitori venne posizionato, invece, in una protuberanza posta sulla deriva posteriore molto simile a quella adottata nell'EA-6B.
Per ovviare alle maggiori esigenze di raffreddamento dell'attrezzatura, venne profondamente rivisitato l'impianto di refrigerazione a cui seguirono, inoltre, le modifiche al cockpit: nell'abitacolo, i display di navigazione vennero posti interamente dalla parte del pilota e, al posto della strumentazione di volo rimossa, fu installata la suite avionica dedicata all'EWO (Electronic Warfare Officer).
Nel 1986, i propulsori dell'EF-111A vennero sostituiti con i più prestanti TF30-P-9 D-model ed ancora, dal 1987 al 1994, il Raven fu oggetto di un corposo programma di riammodernamento, denominato AMP (Avionics Modernization Program).
La novità principale riguardò l'adozione di una suite avionica di nuova generazione composta dalle seguenti apparecchiature:
- AN/ASN-41 INS (Inertial Navigation System)
- Radar Doppler AN/APN-218
- AN/APQ-146 TFR

Inoltre, i display, distribuiti equamente sul cockpit della cabina di pilotaggio, vennero sostituiti da vari MFD (Multi-Function Display) utilizzati dagli F-16 Fighting Falcon sin dai primi Block.

## Armamento
Gli EF-111, per poter svolgere le proprie missioni di guerra elettronica ed ospitare le necessarie apparecchiature, furono privati dei sistemi di puntamento dedicati all'utilizzo dell'armamento aria-superficie dell'Aardvark.
Nonostante venissero usati principalmente disarmati, i Raven erano comunque in grado di lanciare, seppur per auto-difesa, due missili aria-aria AIM-9 Sidewinder posti su due dei quattro hard-point sub-alari.
La funzione di questi piloni, tuttavia, fu per lo più quella di ospitare i serbatoi ausiliari esterni.

## Impiego operativo
Il Raven, durante la sua vita operativa, prese parte a numerose missioni per conto dell'USAF:
Operazione El Dorado Canyon - Libia; 1986
Operazione Just Cause - Panama; 1989
Operazione Desert Shield - Iraq; 1990
Operazione Desert Storm - Iraq; 1991
Operazione Provide Comfort - Iraq; 1991
Operazione Southern Watch - Iraq; 1992
Operazione Deliberate Force - Bosnia; 1995
Operazione Northern Watch - Iraq; 1997
L'unica vittoria aerea conseguita da questo velivolo è datata 17 gennaio 1991 quando, il Raven pilotato dal Cpt. James Denton e dal Cpt. Brent Brandon, costrinse ad un atterraggio d'emergenza un Mirage F1 della Iraqi Air Force.

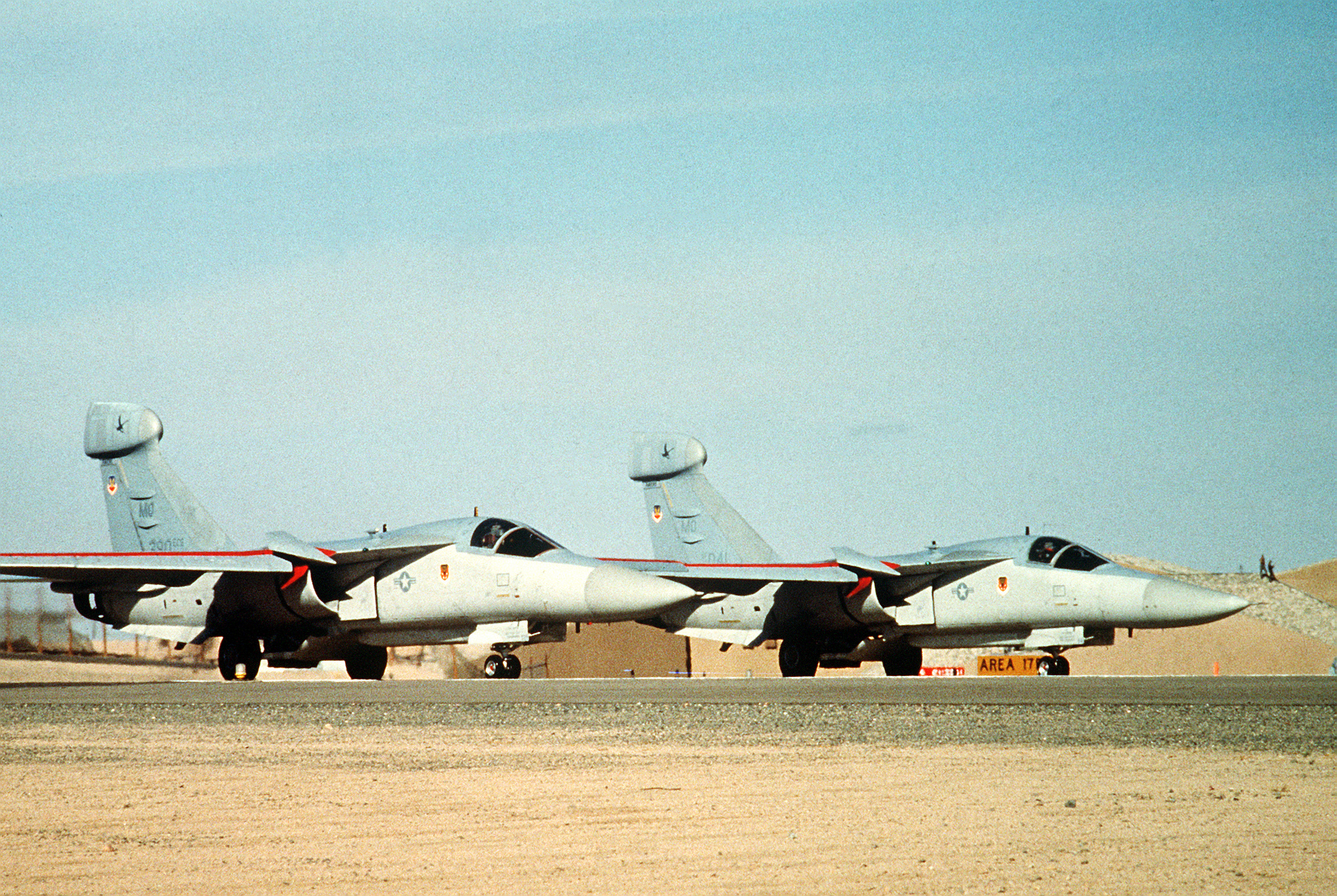
Una coppia di Raven in rullaggio in Arabia Saudita; 1990

Il 13 febbraio 1991, l'EF-111 pilotato dal Cpt. Douglas L. Mainenti e dal Cpt Paul R. Eichenlaub, è precipitato nel tentativo di sottrarsi ad un velivolo nemico; unico Raven perso in combattimento, l'equipaggio non è sopravvissuto all'incidente.
In occasione dell'Operazione Deliberate Force, gli EF-111 che presero parte alle attività di volo vennero rischierati sulla base aerea di Aviano, amministrata dall'USAFE, per tutto il periodo delle ostilità.
Sostituito a cominciare dalla metà degli anni novanta, l'ultimo esemplare venne radiato il 2 maggio 1998 e l'intera linea fu sostituita da quella degli EA-6 Prowler della US Navy, portati in volo da equipaggi appartenenti ad entrambe le Forze Armate.
L'USAF, tuttavia, non ha manifestato alcun interesse a richiedere un ulteriore sostituto del Raven, oltre al Prowler, nonostante si vociferi d'un interessamento al nuovo Boeing E/A-18G Growler derivato dalla cellula del Super Hornet

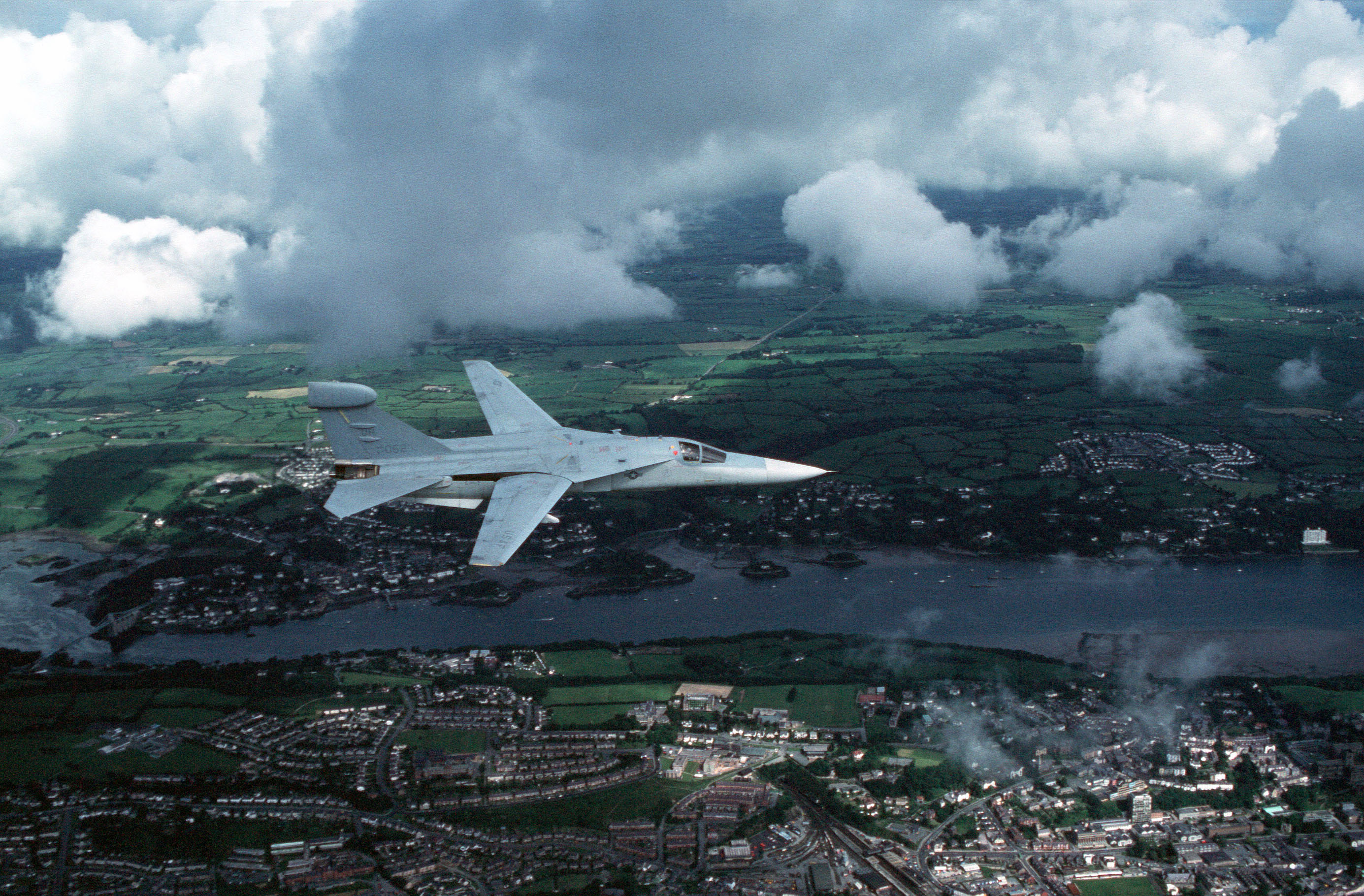
Un Raven in volo. Si noti la freccia alare variabile; 1985

## Utilizzatori
Stati Uniti
- United States Air Force
  - 42nd Electronic Combat Squadron

## Esemplari attualmente esistenti
- 66-0016, Cannon Air Force Base, Nuovo Messico.[4] Primo Raven a volare in missione operativa porta i nomi del Cpt. Douglas L. Bradt e del Cpt. Paul R. Eichenlaub, l'equipaggio rimasto ucciso sul 66-0023.[senza fonte]
- 66-0049, Mountain Home Air Force Base, Idaho.
- 66-0057, National Museum of the United States Air Force; Wright-Patterson Air Force Base, Dayton (Ohio).[5]
- 66-0039, 309th Aerospace Maintenance and Regeneration Group; Davis-Monthan Air Force Base.[6][7]

## Simulazioni e giochi
- Il Raven è presente tra i velivoli utilizzabili nel videogioco Tom Clancy's H.A.W.X..

## Note

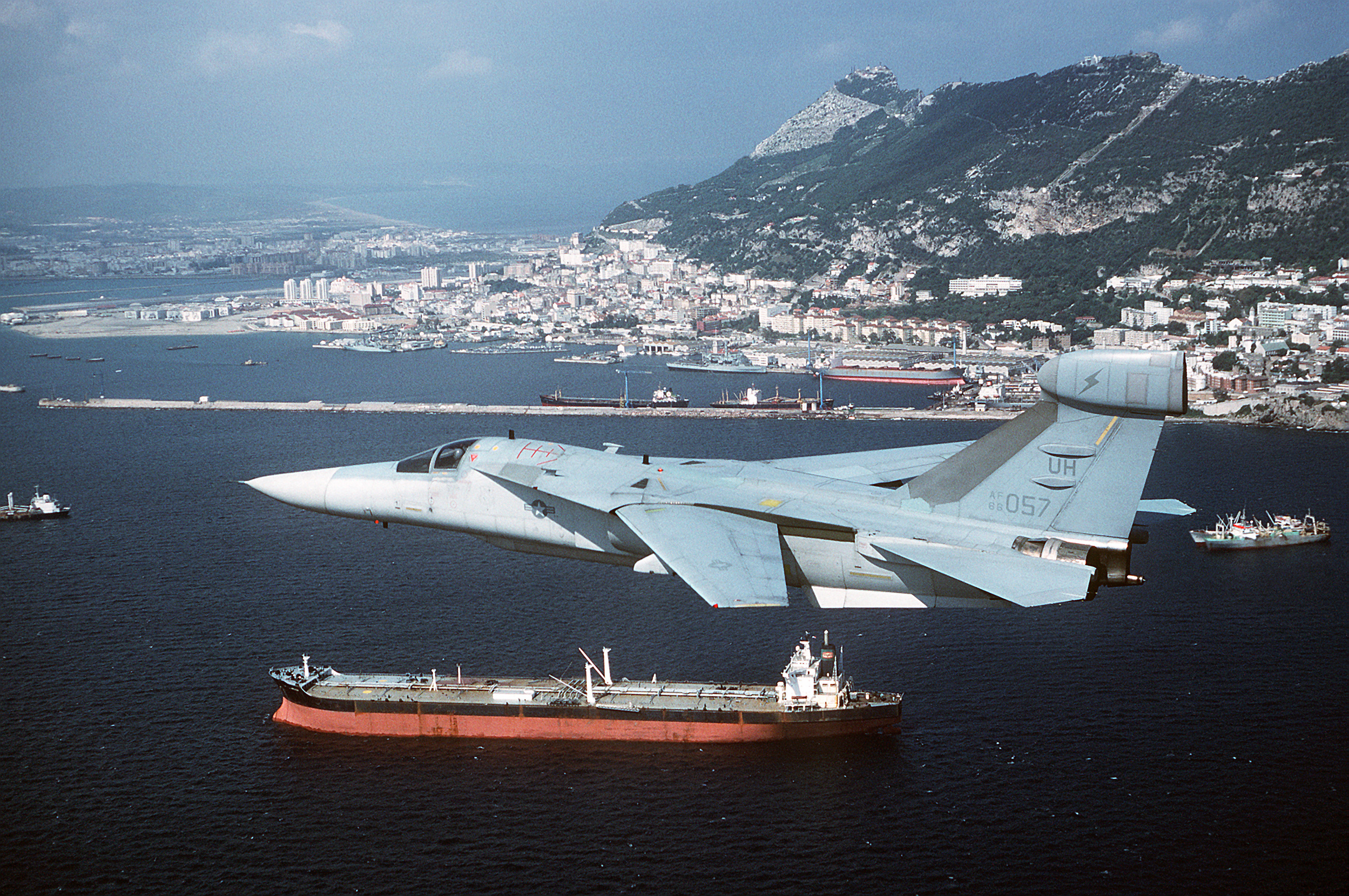
Un EF-111A del 42nd ECS sorvola lo Stretto di Gibilterra durante l'esercitazione Open Gate'89